# Madársisak
A madársisak (Cephalanthera) az egyszikűek (Liliopsida) osztályának spárgavirágúak (Asparagales) rendjébe, ezen belül a kosborfélék (Orchidaceae) családjába tartozó nemzetség.

## Előfordulásuk
A madársisakfajok hatalmas előfordulási területtel rendelkeznek. Észak-Amerikában a Sziklás-hegységben lelhetők fel. Afrikában Marokkóban, Algériában és Tunéziában találhatók meg. Európában mindenütt élnek, kivéve Izlandot, Skandinávia legkeletibb részeit és Oroszország európai részének az északi felét. Az ázsiai elterjedésük Törökországtól Thaiföldig, Tajvanig és Japánig terjed. Ázsiában az Arab-félszigetről, India nagy részéről, Srí Lankáról, valamint Kína és Szibéria jelentős részeiről hiányzanak. Az északi sarkkör egyes szigetén is jelen vannak.

## Rendszerezés
A nemzetségbe az alábbi 19 faj és 5 hibrid tartozik:
- Cephalanthera austiniae (A.Gray) A.Heller
- Cephalanthera calcarata S.C.Chen & K.Y.Lang
- Cephalanthera caucasica Kraenzl.
- Cephalanthera cucullata Boiss. & Heldr.
- fehér madársisak (Cephalanthera damasonium) (Mill.) Druce - típusfaj
- Cephalanthera epipactoides Fisch. & C.A.Mey.
- Cephalanthera erecta (Thunb.) Blume
- Cephalanthera ericiflora Szlach. & Mytnik
- Cephalanthera exigua Seidenf.
- Cephalanthera falcata (Thunb.) Blume
- Cephalanthera gracilis S.C.Chen & G.H.Zhu
- Cephalanthera humilis X.H.Jin
- Cephalanthera kotschyana Renz & Taubenheim
- Cephalanthera kurdica Bornm. ex Kraenzl.
- Cephalanthera longibracteata Blume
- kardos madársisak (Cephalanthera longifolia) (L.) Fritsch
- Cephalanthera nanchuanica (S.C.Chen) X.H.Jin & X.G.Xiang
- Cephalanthera pusilla (Hook.f.) Seidenf.
- piros madársisak (Cephalanthera rubra) (L.) Rich.

- Cephalanthera × mayeri (E.Mayer & Zimmerm.) A.Camus
- Cephalanthera × renzii B.Baumann, H.Baumann, R.Lorenz & Ruedi Peter
- Cephalanthera × schaberi H.Baumann
- Cephalanthera × schulzei E.G.Camus
- Cephalanthera × taubenheimii H.Baumann

## Képek

Cephalanthera austiniae
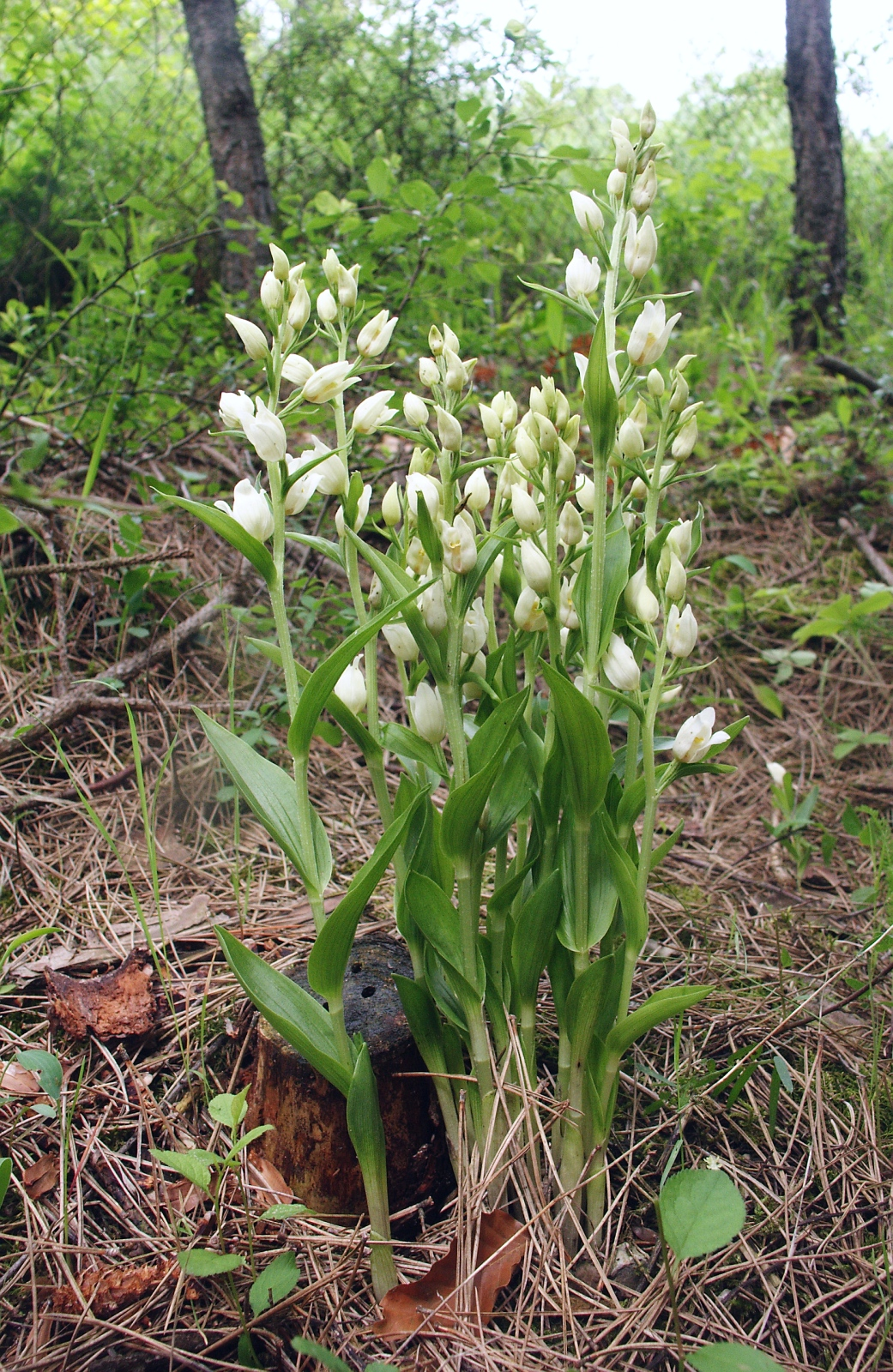
Cephalanthera damasonium
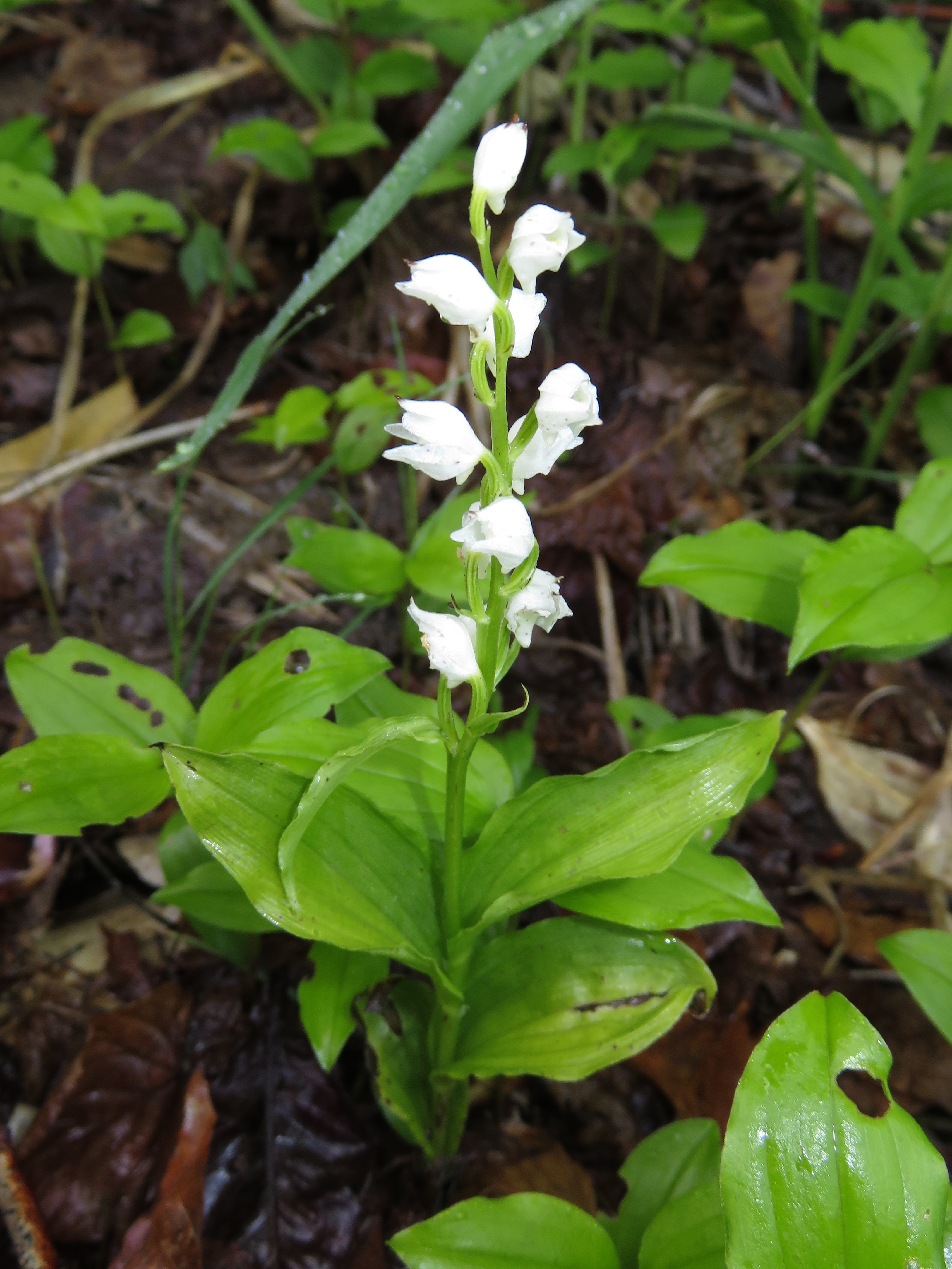
Cephalanthera erecta
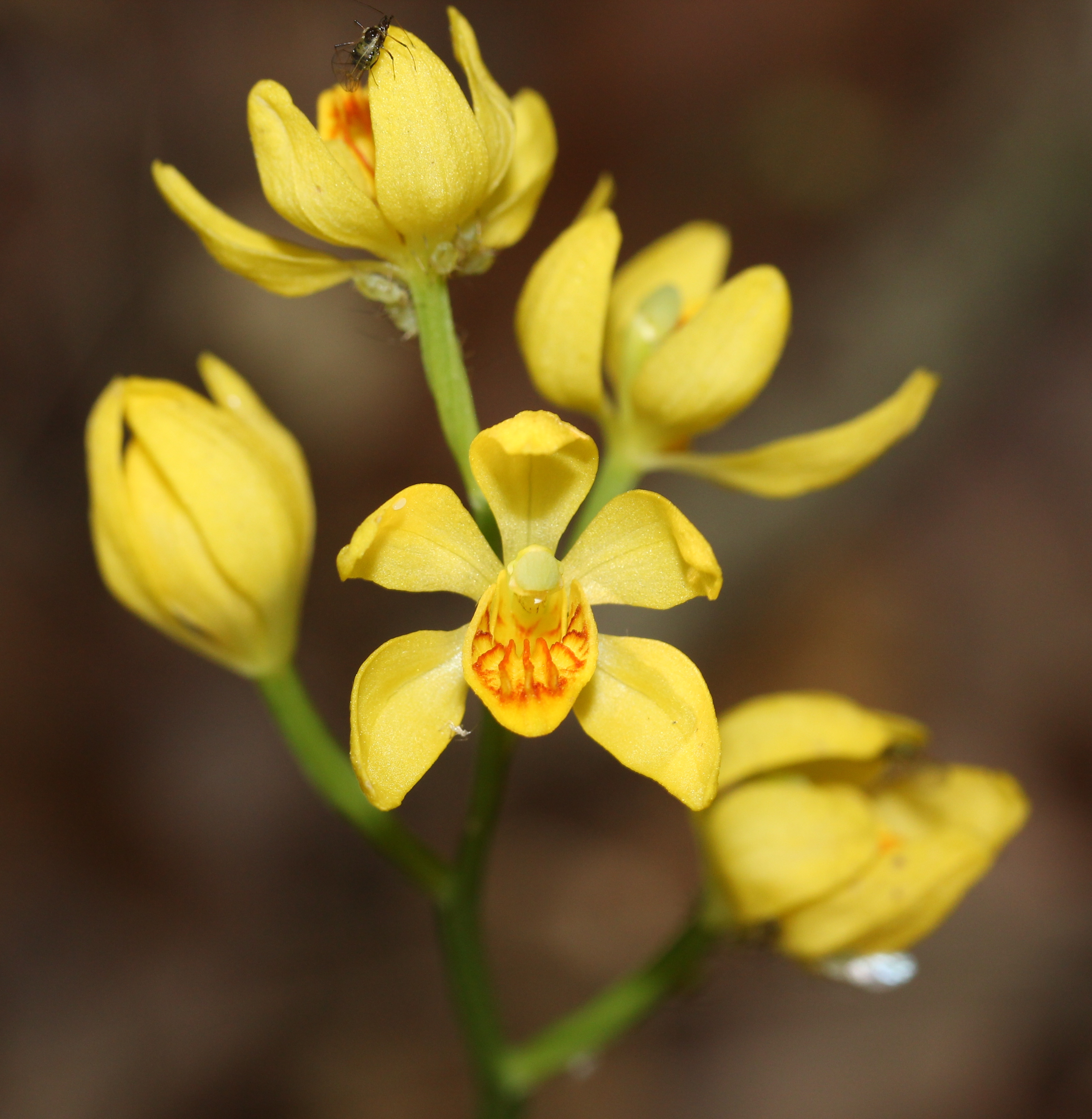
Cephalanthera falcata
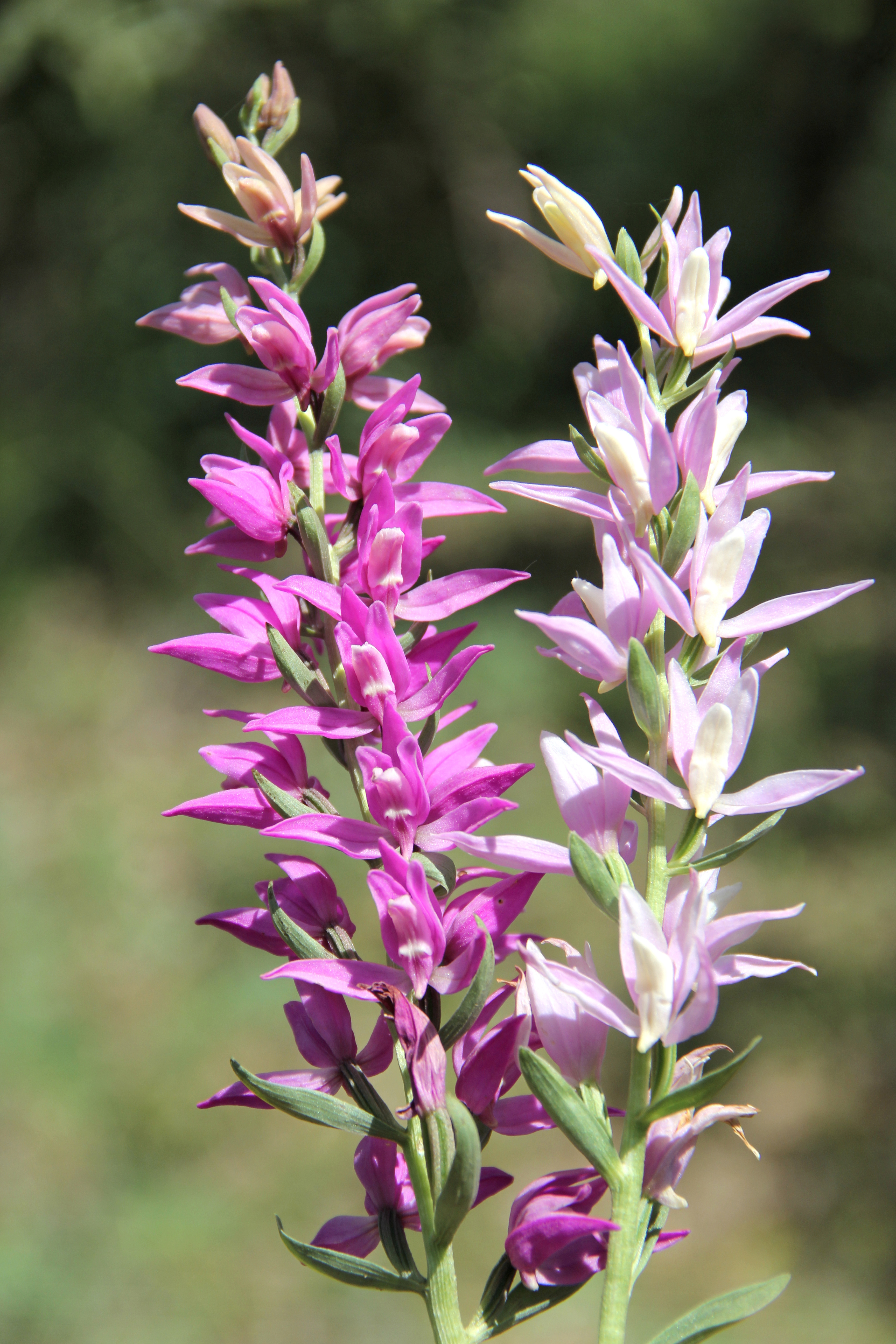
Cephalanthera kurdica
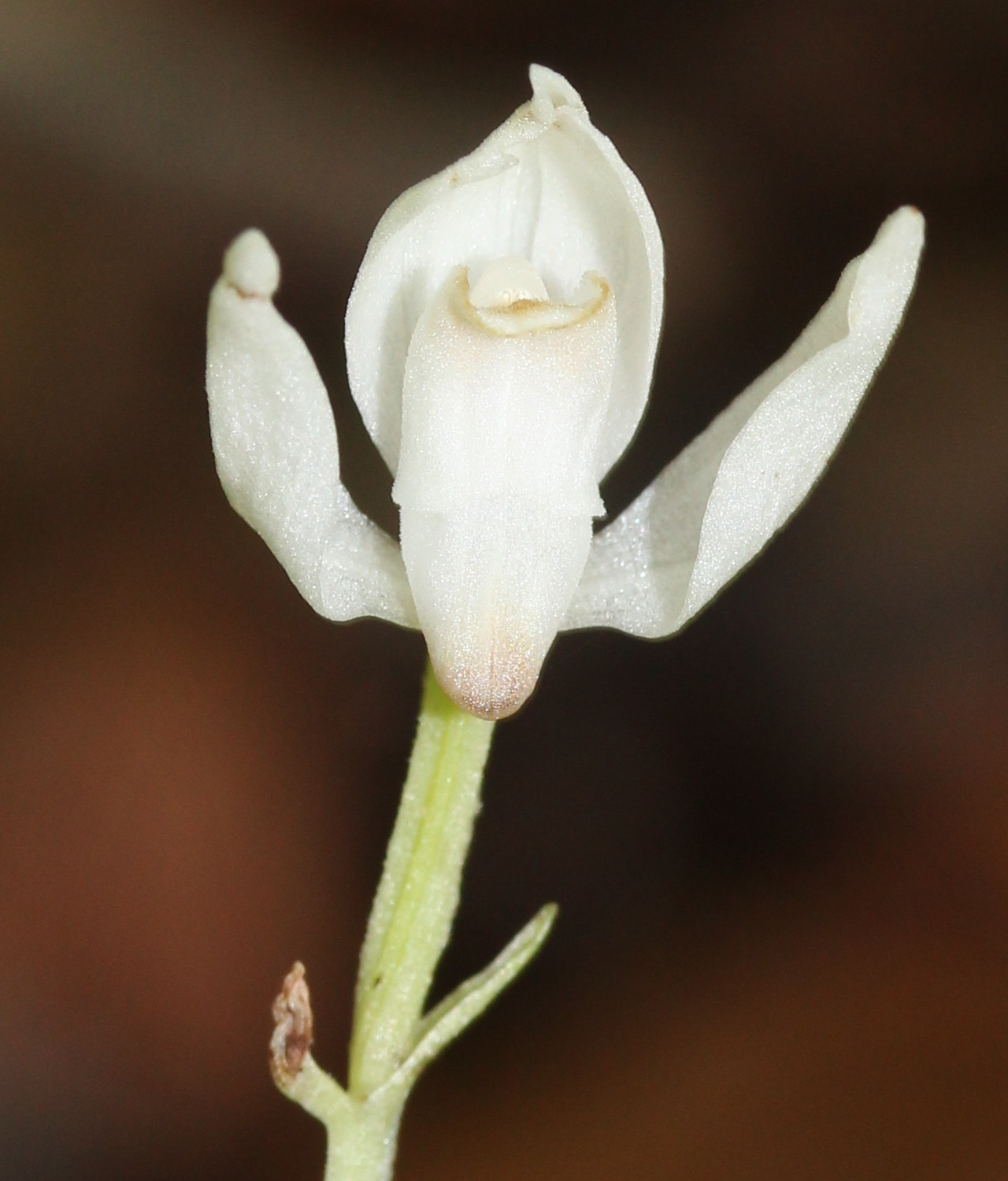
Cephalanthera longibracteata
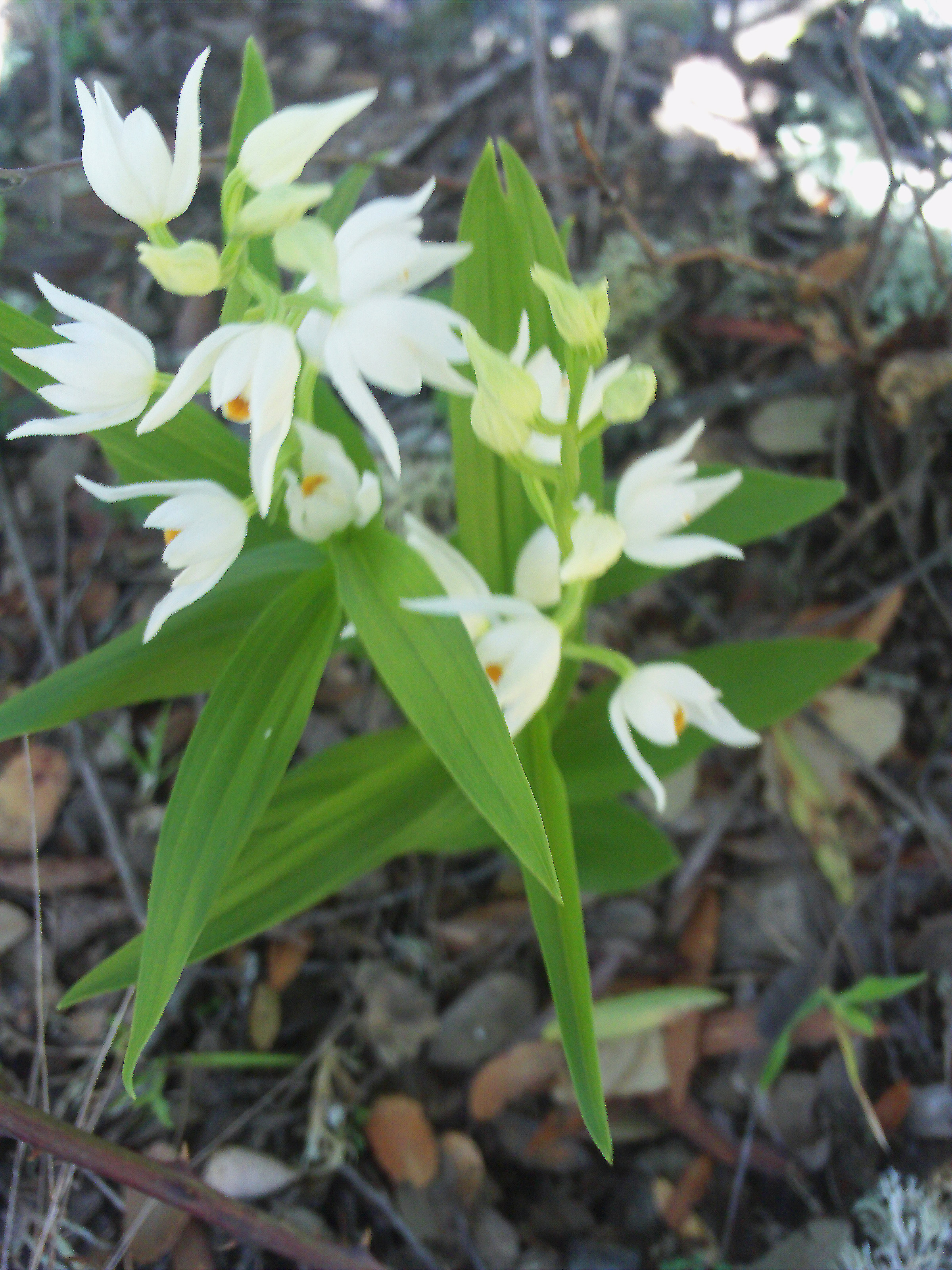
Cephalanthera longifolia
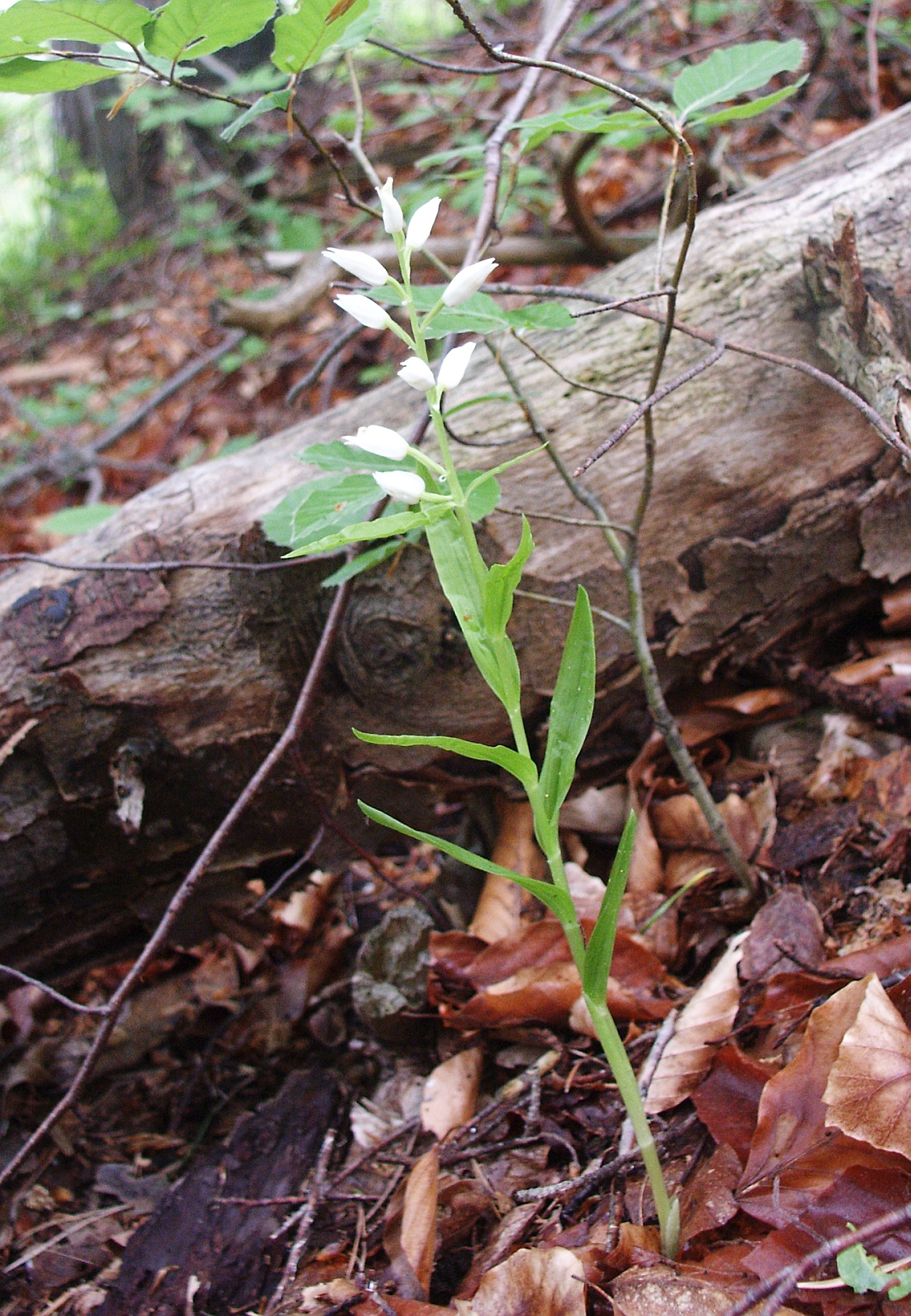
Cephalanthera × schulzei